# 大福路
大福路即佛山大福路，同福禄路、福賢路、福宁路、筷子路一樣是帶有濃郁佛山地方特色的路名。後來佛山市人民政府宣佈將大福路易名成嶺南大道。

## 歷史
據稱大福路這一路名已有70餘年的歷史.

## 位置

### 相鄰路段
衛國路
同濟東路
季華五路
季華六路
大福南路

### 單位
佛山市政府
佛山公安局
佛山檢察院
吳勤烈士陵園

## 更改路名
2006年9月30日，佛山民政局通报市內7條主幹路改名方案。雖然這個過程中市民對大福路易名的反對聲音甚大，甚至有網友批評:大福路改名突顯政府急功近利的浮躁心態。但是佛山民政局方面聲稱:"更名方案经征询市民意见和地名专家论证"，同時佛山政府並沒有提供給市民反應相關意見的途徑，亦無公佈地名專家名單。最終大福路亦逃不過被改名的命運。